# 李可 (足球运动员)
李可（英语直译尼古拉斯·哈里·「尼科」·延纳里斯，1993年05月24日—）是英格兰出生的中国足球运动员，司职中场，现效力于中超球队上海申花。

## 生平

### 俱乐部
李可出生在伦敦莱顿斯通，父亲是希腊裔塞浦路斯移民，母亲是中國人，2001年5月加入阿森纳足球训练学院。2010年2月10日，他首次代表阿森纳预备队出场，对手是斯托克城。2010年7月他和阿森纳签订了个人的第一份职业合同。2011年10月25日，延纳里斯在和博尔顿的联赛杯比赛中首次代表阿森纳在正式比赛中出场，司职右后卫。2012年1月9日，李可在足总杯第三轮阿森纳1比0击败利兹联的比赛中替补受伤的出场，第一次亮相足总杯。他的首次联赛登场则是在2012年1月22日，他在和曼联的比赛下半场刚开始时替补出场。2012年3月22日獲外借到英甲球會諾士郡效力至球季結束。
2013年11月23日，李可被阿森纳外借到英冠球會伯恩茅斯，直至2014年1月2日。
2014年1月27日，英甲球會布伦特福德從阿森纳簽入李可，轉會費金額沒有公佈，合約為期兩年半。
2019年1月31日，延纳里斯歸化中華人民共和國國籍，以中文名“李可”加盟中超球队北京国安。
2019年4月14日，北京国安主场2比1战胜河南建业的比赛中，下半场李可破门，这是归化球员首次在中超比赛中进球。
2025年1月，李可加盟上海申花。

### 国家队
李可曾代表英格兰U17、英格兰U18和英格兰U19等国家青年队以及出场。
2019年5月30日，李可入选中国队集训名单，成为中国国家队首位归化球员。
6月7日對菲律賓友誼賽賽事正選上場、身穿25號。
截止2021年8月，李可共代表中国国家队出战友谊赛2场、世界杯预选赛4场。
2024年1月4日，李可未能入选中国男足征战亚洲杯的26人大名单。

## 外部連結
- 足球数据库：李可的球员统计数据
- Profile （页面存档备份，存于） at Arsenal.com